# Сосајети Хил (Јужна Каролина)
Сосајети Хил (енгл. Society Hill) град је у америчкој савезној држави Јужна Каролина.

## Демографија
По попису из 2010. године број становника је 563, што је 137 (-19,6%) становника мање него 2000. године.
| Група             | 2000.       | 2010.       |
| Белци             | 311 (44,4%) | 248 (44,0%) |
| Афроамериканци    | 378 (54,0%) | 293 (52,0%) |
| Азијати           | 0 (0,0%)    | 0 (0,0%)    |
| Хиспаноамериканци | 4 (0,6%)    | 12 (2,1%)   |
| Укупно            | 700         | 563         |